# Asmate djakonovi
Asmate djakonovi là một loài bướm đêm trong họ Geometridae.